# Atlantische Multidekaden-Oszillation

AMO zwischen 1856 und 2022

Der Verlauf der addierten Energie der Stürme ACE von 1850 bis 2007 korreliert sehr gut mit dem Verlauf der AMO über diesen Zeitraum

Als Atlantische Multidekaden-Oszillation (Abkürzung AMO; engl. atlantic multidecadal oscillation) wird eine zyklisch auftretende Zirkulationsschwankung der Ozeanströmungen im Nordatlantik bezeichnet, die eine Veränderung der Meeresoberflächentemperaturen des gesamten nordatlantischen Beckens mit sich bringen soll, wodurch Einfluss auf die Atmosphäre ausgeübt wird. 
Die Existenz des Phänomens ist in der Klimaforschung umstritten. Es gibt Hinweise darauf, dass es sich nicht um interne Klimaschwankungen wie bei El Niño, sondern um ein Artefakt handelt, welches auf äußere Faktoren wie etwa Vulkane oder den menschengemachten Klimawandel zurückzuführen ist.

## Theorie der AMO
Die AMO hat eine Periodendauer von 50 bis 70 Jahren und besitzt „warme“ und „kalte“ Phasen. Von 1900 bis 1925, sowie von 1965 bis 1995 befand sie sich in einer kalten Phase, von 1925 bis 1965 und seit Mitte der 1990er Jahre in einer warmen Phase. Mit Hilfe von Baumring-Proxys konnten die Phasen der AMO bis zum Jahr 1567 rekonstruiert werden. Hinweise auf Phasenlage und -wechsel finden sich jedoch auch in Eisbohrkernen und Korallen. Da diese ausgeprägte Schwankung der Oberflächentemperatur des Atlantiks seit mindestens knapp 500 Jahren Bestand hat, ist anzunehmen, dass sie auch bei der künftigen Klimaentwicklung der Nordhemisphäre eine wesentliche Rolle spielt.
Die Temperaturschwankungen werden durch veränderte Meeresströmungen sowie aufquellendes Tiefenwasser verursacht. Die Mehrzahl der Wissenschaftler ist der Ansicht, dass die AMO durch eine veränderte Geschwindigkeit der thermohalinen Zirkulation getrieben wird, die ihrerseits eine natürliche Schwankung im Klimasystem als Ursache hat. Eine beschleunigte Zirkulation führt zu einer positiven Phase der AMO, es wird mehr Wärme aus den Tropen in den Nordatlantik transportiert. Analog führt eine gebremste Zirkulation zu einer negativen Phase.
Effekte der warmen Phase der AMO sind Dürren im Mittleren Westen und Südwesten der USA. In Florida und im Nordwesten der USA sowie in Europa fällt insgesamt mehr Niederschlag, wobei die Veränderungen in erster Linie im Sommer stattfinden. Es entwickeln sich mehr starke Hurrikane. Die Intensität des Indischen Monsuns und die Niederschlagsmengen in der Sahelzone sind erhöht; die mittlere Meereisbedeckung im Arktischen Ozean ist geringer als in Zeiten mit negativem Index.
Ein Phasenwechsel der AMO lässt den Zustrom zum Lake Okeechobee in Florida um 40 % variieren, der Ausstrom des Mississippi variiert dagegen nur um 5–10 %, die Niederschlagsmenge in Europa um 5–15 %.
Aufgrund der langen Zyklusdauer von ca. 60 Jahren und dem vergleichsweise kurzen Zeitraum, über den verlässliche Klimaaufzeichnungen existieren (ca. 150 Jahre), können Aussagen über klimabestimmende Einflüsse der AMO nur über wenige Zyklen überprüft werden und weisen von daher große Unsicherheiten auf. Klimaproxies erweitern den Datenraum zwar auf einige hundert Jahre, besitzen jedoch eine geringere Genauigkeit. Ein genaues qualitatives und quantitatives Verständnis des Anteils dieser natürlichen Variabilität des Klimasystems erlaubt, natürliche von anthropogenen Klimaeinflüssen zu trennen sowie die Genauigkeit von Aussagen über die zu erwartende kurzfristige Entwicklung zu verbessern. Daher wurde versucht, angenommene klimatische Effekte der AMO in verschiedenen Klimamodellen (GFDL, HadCM3) unter Einbeziehung von direkten Klimaaufzeichnungen und Klimaproxies nachzuvollziehen; es zeigte sich, dass die Modelle nahezu alle tatsächlich beobachteten Phänomene bestätigten.
Sowohl das Ausmaß als auch die Existenz des Phänomens an sich sind in der wissenschaftlichen Forschung umstritten. Unter anderem kam inzwischen der ursprüngliche Namensgeber der AMO, der US-amerikanische Klimatologe Michael Mann, in mehreren Studien zum Ergebnis, dass die AMO tatsächlich nicht existiert. Vielmehr seien die ursprünglichen Forschungsergebnisse, die auf regelmäßige Klimaschwingungen im Nordatlantik hindeuteten, von äußeren Faktoren wie etwa Vulkanen, der globalen Verdunkelung und der globalen Erwärmung beeinflusst gewesen.